# Juventude Futebol Clube Sarilhense
A Juventude Futebol Clube Sarilhense é um clube de futebol português sediado na freguesia de Sarilhos Grandes, Município do Montijo, Distrito de Setúbal.

## História
O clube foi fundado em 20 de Janeiro de 1953 e o seu presidente actual chama Tiago Fernandes.

## Liga
- 2005-2006 - 1ª divisão distrital da Associação de Futebol de Setúbal.

## Campo de Jogos
Campo das Oliveiras

## Marca do equipamento
Aronick

## Patrocínio
Silvio Gonçalves